# Oposición (astronomía)

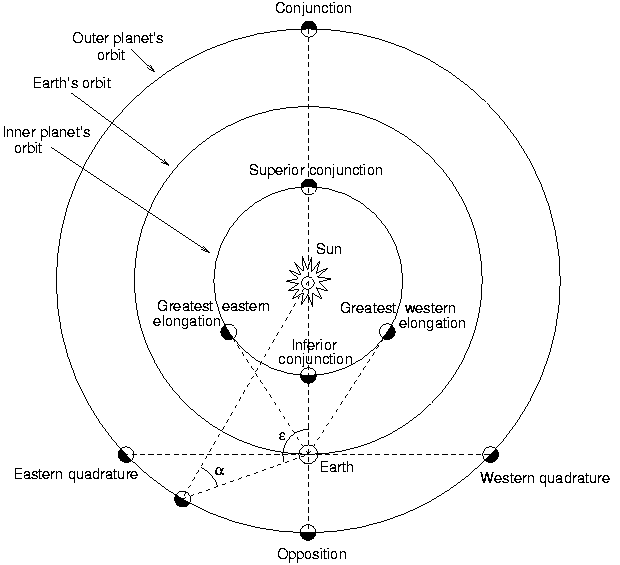
Esquema de la oposición en astronomía.

Oposición es el aspecto o configuración de dos astros que se encuentran, en relación con la Tierra, en dos puntos del cielo diametralmente opuestos. Dos astros con longitud celeste geocéntrica que difiere en 180°.
Sólo los planetas exteriores y la Luna pueden encontrarse en oposición al Sol. La Tierra se encuentra entre el Sol y el planeta. Cuando ocurre, el planeta pasa por el meridiano del lugar a medianoche. El planeta es visible durante toda la noche y ocupa su posición más cercana a la Tierra, por lo que su diámetro es el mayor posible y las condiciones de observación telescópica son idóneas.
Desde el punto de vista de la observación telescópica, si la oposición tiene lugar cerca del perihelio del planeta (oposiciones perihélicas) la distancia del planeta a la Tierra es mínima y la observación muy favorable. Por el contrario, si la oposición ocurre cerca del afelio, es muy desfavorable.
Las oposiciones lunares ocurren en Luna llena. Si la Luna está cerca de los nodos de su órbita, ocurrirá un eclipse de Luna.
Las oposiciones se repiten cada periodo sinódico del planeta. Por observación visual, se conocen los períodos sinódicos de Marte, Júpiter y Saturno desde la más remota antigüedad. Los de Urano y Neptuno, planetas descubiertos más recientemente mediante el uso del telescopio, son de conocimiento más moderno:
| Planeta          | Marte    | Júpiter  | Saturno  | Urano    | Neptuno  |
| ---------------- | -------- | -------- | -------- | -------- | -------- |
| Período sinódico | 780 días | 399 días | 378 días | 370 días | 367 días |

Como el movimiento de traslación de la Tierra y de los planetas alrededor del Sol no es uniforme sino que sigue la Ley de las áreas de Kepler, el tiempo trascurrido entre dos oposiciones varía. Si se calcula el valor medio, se encuentra el valor anterior.
La tabla de oposiciones del planeta Júpiter durante una vuelta del planeta en su órbita:
| Fecha juliana | Fecha                    | TU (h)      | Longitud Heliocéntrica | Longitud Heliocéntrica | Periodo Sinódico (N) |
| ------------- | ------------------------ | ----------- | ---------------------- | ---------------------- | -------------------- |
| 2449076,99    | 30 de marzo de 1993      | 12          | 189°                   | 47'                    | 395,47               |
| 2449472,86    | 30 de abril de 1994      | 9           | 219°                   | 47                     | 395,87               |
| 2449869,97    | 1 de junio de 1995       | 11          | 250°                   | 31                     | 397,11               |
| 2450268,98    | 4 de julio de 1996       | 11          | 282°                   | 46                     | 399,01               |
| 2450670,06    | 9 de agosto de 1997      | 13          | 317°                   | 00                     | 401,08               |
| 2451072,62    | 16 de septiembre de 1998 | 3           | 353°                   | 03                     | 402,56               |
| 2451475,29    | 13 de octubre de 1999    | 19          | 29°                    | 56                     | 402,67               |
| 2451876,59    | 28 de noviembre de 2000  | 2           | 66°                    | 09                     | 401,3                |
| 2452275,74    | 1 de enero de 2002       | 6           | 100°                   | 38                     | 399,15               |
| 2452672,88    | 2 de febrero de 2003     | 9           | 133°                   | 06                     | 397,14               |
| 2453068,70    | 4 de marzo de 2004       | 5           | 163°                   | 58                     | 395,82               |
| 2453464,14    | 3 de abril de 2005       | 15          | 193°                   | 58                     | 395,44               |
| Media:        | Media:                   | Media:      | Media:                 | Media:                 | 398,55               |
| Oscilación:   | Oscilación:              | Oscilación: | Oscilación:            | Oscilación:            | 7,23                 |

La tabla de oposiciones del planeta Marte en su órbita:
| Fecha Juliana | Fecha                   | TU          | TU          | Mínima distancia(U.A.) | Longitud Heliocéntrica | Longitud Heliocéntrica | Periodo Sinódico (N) |
| ------------- | ----------------------- | ----------- | ----------- | ---------------------- | ---------------------- | ---------------------- | -------------------- |
| 2449760,60    | 12 de febrero de 1995   | 2h          | 25m         | 0,67570                | 142°                   | 56'                    | 765,16               |
| 2450524,83    | 17 de marzo de 1997     | 7           | 48          | 0,65939                | 176°                   | 49                     | 764,23               |
| 2451293,23    | 14 de abril de 1999     | 17          | 31          | 0,57846                | 214°                   | 10                     | 768,4                |
| 2452074,24    | 13 de junio de 2001     | 17          | 39          | 0,45016                | 262°                   | 51                     | 781,01               |
| 2452880,25    | 28 de agosto de 2003    | 17          | 53          | 0,37271                | 335°                   | 08                     | 806,01               |
| 2453681,83    | 7 de noviembre de 2005  | 7           | 52          | 0,46406                | 45°                    | 08                     | 801,58               |
| 2454459,32    | 24 de diciembre de 2007 | 19          | 41          | 0,58935                | 92°                    | 43                     | 777,49               |
| 2455226,32    | 29 de enero de 2010     | 19          | 37          | 0,66398                | 129°                   | 52                     | 767                  |
| 2455990,34    | 3 de marzo de 2012      | 20          | 04          | 0,67368                | 163°                   | 46                     | 764,02               |
| 2456756,37    | 8 de abril de 2014      | 20          | 57          | 0,61756                | 199°                   | 05                     | 766,03               |
| Media:        | Media:                  | Media:      | Media:      | Media:                 | Media:                 | Media:                 | 777,31               |
| Oscilación:   | Oscilación:             | Oscilación: | Oscilación: | Oscilación:            | Oscilación:            | Oscilación:            | 41,99                |

Debido a la elevada excentricidad de Marte en su órbita, este efecto es especialmente importante en las oposiciones de Marte. Estas se producen cada 2 años y 50 días. De este modo, si una oposición ocurre a una longitud, la siguiente ocurrirá a una longitud 48,8° superior (el ángulo que avanza la Tierra en 50 días). Así en 7 u 8 oposiciones las longitudes dan una vuelta completa. Cuando la longitud de la oposición es próxima a 335° (longitud del perihelio de la órbita de Marte) la oposición es perihélica muy favorable. Esto significa que cada 15 años o 17 años habrá una oposición perihélica.